# Cranichidinae
Sous-tribu
Synonymes
Prescottiinae
Les Cranichidinae sont une sous-tribu de plantes à fleurs de la famille des Orchidaceae (Orchidées), de la sous-famille des Orchidoideae et de la tribu des Cranichideae.
Le genre type est Cranichis.

## Liste des genres
- Aa
- Altensteinia
- Baskervilla
- Cladobium
- Cranichis
- Fuertesiella
- Galeoglossum
- Gomphichis
- Myrosmodes
- Ponthieva
- Porphyrostachys
- Prescottia
- Pseudocentrum
- Pterichis
- Solenocentrum
- Stenoptera

## Publication originale
- John Lindley ex Meisn., Pl. Vasc. Gen. t. diagn. 384, comm. 288. (17-20 Aout 1842)[incompréhensible].